# Florent de Varennes
Florent de Varennes († 1270 vor Tunis) gilt als der erste Admiral von Frankreich.
Florent wurde 1269 von König Ludwig IX. dem Heiligen zum Admiral (amiraut du roi) der Flotte für den Kreuzzug nach Afrika ernannt. Diese Flotte bestand hauptsächlich aus den ersten eigens gebauten Schiffen des französischen Königs, während die Flotte des Kreuzzugs nach Ägypten (1248–1250) noch von Genua gestellt und von Ugoni Lercadi (admiratus illustris regis Francorum) kommandiert wurde.
Am 17. Juli 1270 erreichte die Flotte vom sardinischen Cagliari kommend, die Küste Afrikas bei Tunis. Florent erhielt sogleich vom König den Auftrag, mit einer Schwadron den Hafen der Stadt auszukundschaften. Florent überschritt allerdings eigenmächtig seine Anweisungen und ging auf der Landzunge vor der Hafeneinfahrt an Land, besetzte das Hafentor und enterte mehrere Kriegsschiffe des Sultans von Tunis. Dieses eigenmächtige Handeln hatte trotz des Erfolges König Ludwig IX. verärgert und er ordnete sofort die Räumung dieser vorteilhaften Position an, sehr zur Verbitterung einiger Kreuzfahrer. Florent kam dem Befehl dennoch nach und kehrte mit seiner Schwadron zur Flotte zurück.
Trotz dieser Unstimmigkeiten konnte Ludwig IX. mit dem Kreuzfahrerheer am Tag darauf (18. Juli) an der gleichen Landzunge ungehindert anlanden. Statt aber sofort die Belagerung aufzunehmen, besetzten sich zunächst die nahen Ruinen von Karthago, wo sie ein befestigtes Lager aufschlugen. Erst danach wurde Tunis belagert. Wie auch der König selbst, starb Florent im Feldlager nach dem Ausbruch einer Ruhrseuche.

## Weblink
- www.netmarine.net Florent de Varennes

| Personendaten    | Personendaten          |
| ---------------- | ---------------------- |
| NAME             | Florent de Varennes    |
| KURZBESCHREIBUNG | Admiral von Frankreich |
| GEBURTSDATUM     | 13. Jahrhundert        |
| STERBEDATUM      | nach 19. Juli 1270     |
| STERBEORT        | Tunis                  |